# Tarcău
Tarcău é uma comuna romena localizada no distrito de Neamţ, na região de Moldávia. A comuna possui uma área de 400.52 km² e sua população era de 3516 habitantes segundo o censo de 2007.